# Communauté de communes Vallées et Plateau d'Ardenne
La Communauté de communes Vallées et Plateau d'Ardenne est une communauté de communes française située dans le département des Ardennes et la région Grand Est.
Elle est issue de la fusion en 2017 des communautés de communes du Portes de France et Meuse et Semoy.

## Historique
Elle est créée à la suite du Schéma de coopération intercommunale (SDCI) prenant effet le 1er janvier 2017 car les deux communauté de communes ne dépassaient les 15 000 habitants imposés par la Loi NOTRe ; la Communauté de communes Ardennes Thiérache était aussi dans ce cas. Le seuil est ajustable sous certaines conditions de densité et alors seule la communauté de communes Meuse et Semoy ne remplissait aucune des conditions d'adaptation du seuil.
Le Schéma prévoit en octobre 2015 deux fusions d'EPCI au Nord du département : 
- une fusion CC Meuse et Semoy – CC Ardennes-Rives de Meuse : 41 338 habitants et 28 communes.
- une fusion CC Ardennes Thiérache – CC Portes de France : 22 888 habitants et 59 communes.

Le projet ne fait pas l'unanimité au sein des élus qui dépose en mars plusieurs autres propositions
Ces deux fusions sont rejetées par le vote des conseils municipaux : 26 communes sont défavorable pour 4 favorables pour la première fusion Meuse et Semoy/Ardennes-Rives de Meuse et 44 communes sont défavorable pour 17 favorables pour la deuxième fusion Ardennes Thiérache/Portes de France. Le maire de Givet va jusqu'à assigné le préfet au tribunal administratif.
Un nouvel amendement est déposé pour un examen le 7 juillet 2016 pour se limiter à une seule fusion. 
L’arrêté fixant le périmètre est signé le 14 novembre 2016

## Composition
La communauté de communes est composée des 31 communes suivantes :

| Nom                      | Code Insee | Gentilé             | Superficie (km2) | Population (dernière pop. légale) | Densité (hab./km2) |
| ------------------------ | ---------- | ------------------- | ---------------- | --------------------------------- | ------------------ |
| Rocroi (siège)           | 08367      | Rocroyens           | 50,41            | 2 256 (2022)                      | 45                 |
| Blombay                  | 08071      | Blombibocuciens     | 9,47             | 130 (2022)                        | 14                 |
| Bogny-sur-Meuse          | 08081      | Bognysiens          | 23,16            | 4 947 (2022)                      | 214                |
| Bourg-Fidèle             | 08078      | Bourquins           | 14,79            | 829 (2022)                        | 56                 |
| Le Châtelet-sur-Sormonne | 08110      | Castel-Sormonnais   | 9,85             | 172 (2022)                        | 17                 |
| Deville                  | 08139      | Devillois           | 7,83             | 1 044 (2022)                      | 133                |
| Gué-d'Hossus             | 08202      |                     | 5,23             | 504 (2022)                        | 96                 |
| Ham-les-Moines           | 08206      |                     | 3,12             | 360 (2022)                        | 115                |
| Harcy                    | 08212      |                     | 19,15            | 503 (2022)                        | 26                 |
| Haulmé                   | 08217      |                     | 3,63             | 87 (2022)                         | 24                 |
| Les Hautes-Rivières      | 08218      | Haut-Riverains      | 31,34            | 1 253 (2022)                      | 40                 |
| Joigny-sur-Meuse         | 08237      | Jovigniens          | 3,86             | 631 (2022)                        | 163                |
| Laifour                  | 08242      | Vautours            | 3,25             | 410 (2022)                        | 126                |
| Laval-Morency            | 08249      | Lavallois-Moriciens | 4,28             | 233 (2022)                        | 54                 |
| Lonny                    | 08260      | Luniaciens          | 4,69             | 618 (2022)                        | 132                |
| Les Mazures              | 08284      | Mazurois            | 36,14            | 856 (2022)                        | 24                 |
| Montcornet               | 08297      |                     | 11,51            | 299 (2022)                        | 26                 |
| Monthermé                | 08302      | Baraquins           | 32,33            | 2 155 (2022)                      | 67                 |
| Murtin-et-Bogny          | 08312      |                     | 7,11             | 175 (2022)                        | 25                 |
| Neuville-lès-This        | 08322      |                     | 7,74             | 329 (2022)                        | 43                 |
| Renwez                   | 08361      | Renwéziens          | 16,18            | 1 637 (2022)                      | 101                |
| Rimogne                  | 08365      | Rimognats           | 3,77             | 1 328 (2022)                      | 352                |
| Saint-Marcel             | 08389      |                     | 10,84            | 320 (2022)                        | 30                 |
| Sévigny-la-Forêt         | 08417      |                     | 26,13            | 274 (2022)                        | 10                 |
| Sormonne                 | 08429      | Sormonnais          | 4,75             | 527 (2022)                        | 111                |
| Sury                     | 08432      | Surysiens           | 3,31             | 95 (2022)                         | 29                 |
| Taillette                | 08436      |                     | 15,25            | 405 (2022)                        | 27                 |
| Thilay                   | 08448      | Thilaysiens         | 36,04            | 983 (2022)                        | 27                 |
| This                     | 08450      |                     | 4,46             | 225 (2022)                        | 50                 |
| Tournavaux               | 08456      |                     | 1,55             | 233 (2022)                        | 150                |
| Tremblois-lès-Rocroi     | 08460      |                     | 1,64             | 156 (2022)                        | 95                 |

## Administration

### Conseil communautaire
Les 53 délégués sont ainsi répartis selon le droit commun comme suit :
| Nombre de délégués | Communes                    |
| ------------------ | --------------------------- |
| 10                 | Bogny-sur-Meuse             |
| 4                  | Monthermé, Rocroi           |
| 3                  | Les Hautes-Rivières, Renwez |
| 2                  | Deville, Rimogne, Thilay    |
| 1                  | Les autres communes         |

## Liste des Présidents
| Période         | Période                     | Identité     | Étiquette | Qualité                                                                |
| --------------- | --------------------------- | ------------ | --------- | ---------------------------------------------------------------------- |
| 13 janvier 2017 | En cours (au 17 avril 2017) | Régis Depaix | LR        | Maire de Montcornet Président de l'Association des Maires des Ardennes |

## Compétences
La communauté de communes adhère également à six syndicats mixtes
- Syndicat intercommunautaire du nord-ouest Ardennais
- Syndicat mixte de traitement des déchets Ardennais VALODEA
- Syndicat mixte de gestion du parc naturel régional des Ardennes
- Syndicat mixte du pays des vallées de Meuse et Semoy
- Établissement public d'aménagement de la Meuse et de ses affluents
- Syndicat intercommunautaire pour la création, la gestion et le fonctionnement du complexe sportif avec piscine du nord-ouest Ardennais